# 浮龍屬
浮龍屬（學名：Plotosaurus）又称游龙属，意為「游泳的蜥蜴」，是滄龍科的一屬，生存於白堊紀晚期（馬斯垂克階），化石發現於加州費雷斯諾縣。浮龍最初在1942年由柏克萊大學的古生物學家Charles Lewis Camp命名為Kolposaurus，意为海湾蜥蜴；在1951年，Camp發現已有一種幻龍類使用這個名稱，因此改為現名。

## 體徵

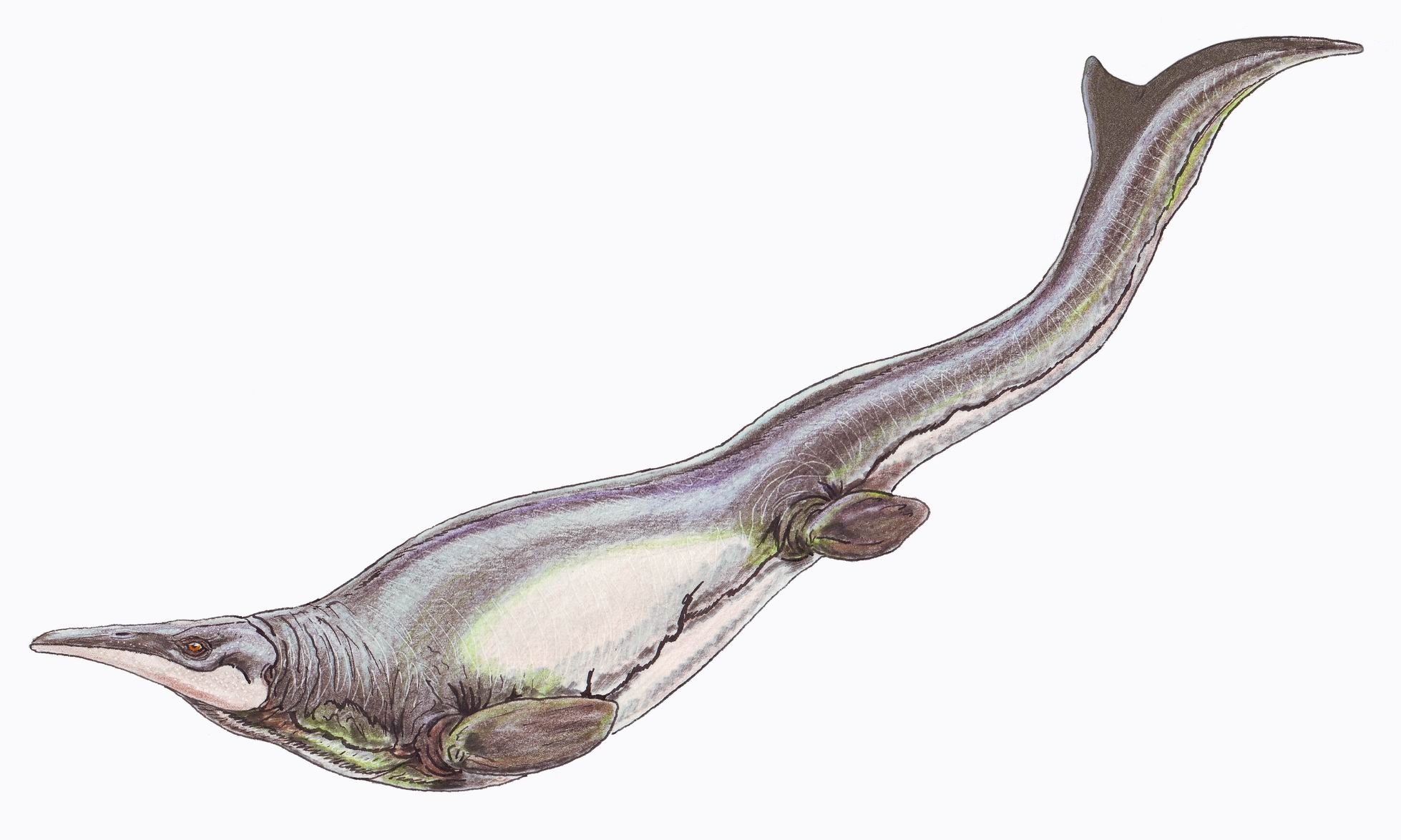
浮龍的想像圖

在滄龍類中，浮龍具有數個獨有特徵。牠們的鰭狀肢狹窄、尾鰭大、身體呈流線型，游泳速度可能比其他滄龍類快。浮龍的眼睛也相當大。

## 分類
根據親緣分支分類法研究，浮龍可能是種相當衍化的滄龍類。模式種是P. bennisoni，種名是以發現化石的Allan Bennison為名，他在1937年發現浮龍的化石。P. bennisoni的身長約9公尺，是加州第一個發現的滄龍類。
第二個種是P. tuckeri，是在1937年由Frank Paiva與William M. Tucker發現。P. tuckeri的體長約13公尺，大於P. bennisoni約40%。後者對水生環境的適應程度較前者差。

## 外部連結
- Mosasauridae Translation and Pronunciation Guide
- Natural History Museum of Los Angeles County  （页面存档备份，存于）
- UCMP Paleontology Portal  （页面存档备份，存于）